# Horst Meyer
Horst Meyer, nemški veslač, * 20. junij 1941, Hamburg-Harburg, Nemčija, † januar 2020, Lanzarote, Španija.
Meyer je za Nemčijo nastopil v osmercu na Poletnih olimpijskih igrah 1964 v Tokiu, kjer je nemški čoln osvojil srebrno medaljo.
Leta 1968 je nato nastopil za Zahodno Nemčijo na Poletnih olimpijskih igrah v Mexico Cityju in tam z osmercem postal olimpijski prvak.